# Bilan saison par saison de l'Amicale de Lucé football
Cet article présente le bilan saison par saison de l'Amicale de Lucé football depuis 1946.

## Saison après saison

### De départemental à DH (1938-1966)
| Saison    | Championnat                    | Championnat | Championnat | Championnat | Championnat | Championnat | Championnat | Championnat | Championnat | Championnat | Coupe de France | Entraîneurs | Présidents       |
| Saison    | Division                       | Class.      | Pts         | M           | V           | N           | D           | Bp          | Bc          | Diff        | Coupe de France | Entraîneurs | Présidents       |
| --------- | ------------------------------ | ----------- | ----------- | ----------- | ----------- | ----------- | ----------- | ----------- | ----------- | ----------- | --------------- | ----------- | ---------------- |
| 1938-1939 | 2e série AL28                  |             |             |             |             |             |             |             |             |             |                 | n.c.        | François Richoux |
| 1939-1940 |                                |             |             |             |             |             |             |             |             |             |                 | n.c.        | François Richoux |
| 1940-1941 |                                |             |             |             |             |             |             |             |             |             |                 | n.c.        | François Richoux |
| 1941-1942 | UFOLEP - critérium             | Finaliste   |             |             |             |             |             |             |             |             |                 | n.c.        | François Richoux |
| 1942-1943 | 3e div. Eure-et-Loir           |             |             |             |             |             |             |             |             |             |                 | n.c.        | François Richoux |
| 1943-1944 | 2e div. Eure-et-Loir           |             |             |             |             |             |             |             |             |             |                 | n.c.        | François Richoux |
| 1944-1945 | 1re div. Eure-et-Loir          |             |             |             |             |             |             |             |             |             |                 | n.c.        | François Richoux |
| 1945-1946 | 1re série - grp. B             | 1er/7       |             | 12          |             |             |             |             |             |             |                 | n.c.        | François Richoux |
| 1946-1947 | 1re div. Eure-et-Loir          | 1er/10      | 47 pts      | 18          | 13          | 3           | 2           |             |             |             |                 | n.c.        | François Richoux |
| 1947-1948 | 1re div. Eure-et-Loir - grp. A | 1er/12      | 37 pts      | 14          | 11          | 1           | 2           |             |             |             |                 | n.c.        | François Richoux |
| 1948-1949 | 1re div. Eure-et-Loir          | 2e/12       | 56 pts      | 22          | 15          | 4           | 3           | 70          | 35          | +35         |                 | n.c.        | François Richoux |
| 1949-1950 | 1re div. Eure-et-Loir          | 1er/11      | 52 pts      | 20          |             |             |             |             |             |             |                 | n.c.        | François Richoux |
| 1950-1951 | PH Centre                      | 8e/10       | 7 pts       | 18          | 3           | 1           | 14          |             |             |             |                 | n.c.        | Jean Boudrie     |
| 1951-1952 | PH Centre                      | 5e/10       | 19 pts      | 18          |             |             |             |             |             |             |                 | n.c.        | Jean Boudrie     |
| 1952-1953 | PH Centre                      | 10e/10      | 10 pts      | 18          | 3           | 4           | 11          | 30          | 68          | +38         |                 | n.c.        | Jean Boudrie     |
| 1953-1954 | 1re div. Eure-et-Loir          | 4e/14       | 62 pts      | 26          | 15          | 6           | 5           | 60          | 40          | +20         |                 | n.c.        | Jean Boudrie     |
| 1954-1955 | 1re div. Eure-et-Loir          |             |             |             |             |             |             |             |             |             |                 | n.c.        | Jean Boudrie     |
| 1955-1956 | 1re div. Eure-et-Loir          |             |             |             |             |             |             |             |             |             |                 | n.c.        | Jean Boudrie     |
| 1956-1957 | 1re div. Eure-et-Loir          | 1er/12      |             | 22          |             |             |             |             |             |             |                 | n.c.        | Jean Boudrie     |
| 1957-1958 | PH Centre - grp. A             | /12         |             | 22          |             |             |             |             |             |             |                 | n.c.        | Jean Boudrie     |
| 1958-1959 | PH Centre - grp. A             | 3e/12       | 32 pts      | 22          |             |             |             |             |             |             |                 | n.c.        | Jean Boudrie     |
| 1959-1960 | PH Centre - grp. A             | 2e/12       | 34 pts      | 22          |             |             |             |             |             |             |                 | n.c.        | Jean Boudrie     |
| 1960-1961 | PH Centre                      | 8e/12       | 19 pts      | 22          |             |             |             |             |             |             | 4e tour         | n.c.        | Jean Boudrie     |
| 1961-1962 | PH Centre                      | 11e/14      |             | 26          |             |             |             |             |             |             |                 | n.c.        | Jean Boudrie     |
| 1962-1963 | PH Centre                      | 7e/14       |             | 26          |             |             |             |             |             |             |                 | n.c.        | Jean Boudrie     |
| 1963-1964 | PH Centre                      | 3e/12       | 26 pts      | 22          |             |             |             |             |             |             | 4e tour         | n.c.        | Jean Boudrie     |
| 1964-1965 | PH Centre                      | 4e/12       | 26 pts      | 22          |             |             |             | 33          | 24          | +9          | 3e tour         | n.c.        | Jean Boudrie     |
| 1965-1966 | PH Centre                      | 2e/12       | 34 pts      | 22          |             |             |             | 52          | 20          | +35         |                 | n.c.        | Jean Boudrie     |

### D'élite régionale à D2 (1966-1980)
| Saison    | Championnat                     | Championnat | Championnat | Championnat | Championnat | Championnat | Championnat | Championnat | Championnat | Championnat | Coupe de France | Affluence moyenne | Entraîneurs             | Présidents     |
| Saison    | Division                        | Class.      | Pts         | M           | V           | N           | D           | Bp          | Bc          | Diff        | Coupe de France | Affluence moyenne | Entraîneurs             | Présidents     |
| --------- | ------------------------------- | ----------- | ----------- | ----------- | ----------- | ----------- | ----------- | ----------- | ----------- | ----------- | --------------- | ----------------- | ----------------------- | -------------- |
| 1966-1967 | DH Centre                       | 9e/12       | 18 pts      | 22          | 7           | 4           | 11          | 36          | 38          | -2          |                 |                   | Bruno Bollini           | Jacques Toutay |
| 1967-1968 | DH Centre                       | 11e/14      | 24 pts      | 26          | 7           | 10          | 9           | 35          | 28          | +7          |                 |                   | Bruno Bollini           | Jacques Toutay |
| 1968-1969 | DH Centre                       | 1er/12      | 35 pts      | 22          | 16          | 3           | 3           | 46          | 18          | +28         |                 |                   | Bernard Chiarelli       | Jacques Toutay |
| 1969-1970 | Division nationale - grp. Ouest | 15e/16      | 19 pts      | 30          | 4           | 11          | 15          | 36          | 68          | -32         |                 |                   | Bernard Chiarelli       | Jacques Toutay |
| 1970-1971 | Division nationale - grp. Ouest | 10e/13      | 22 pts      | 24          | 9           | 4           | 11          | 39          | 39          | 0           |                 |                   | Bernard Chiarelli       | Jacques Toutay |
| 1971-1972 | Division 3 - grp. Centre        | 4e/14       | 30 pts      | 26          | 12          | 6           | 8           | 32          | 24          | +8          | 5e tour         |                   | Bernard Chiarelli       | Jacques Toutay |
| 1972-1973 | Division 3 - grp. Ouest         | 8e/16       | 28 pts      | 30          | 11          | 6           | 13          | 29          | 44          | -15         | 7e tour         |                   | Bernard Chiarelli       | Jacques Toutay |
| 1973-1974 | Division 3 - grp. Ouest         | 8e/16       | 29 pts      | 30          | 10          | 9           | 11          | 36          | 39          | -3          | 32e de finale   |                   | Bernard Chiarelli       | Jacques Toutay |
| 1974-1975 | Division 3 - grp. Ouest         | 5e/16       | 35 pts      | 30          | 15          | 5           | 10          | 48          | 26          | +22         | 6e tour         |                   | Bernard Chiarelli       | Jacques Toutay |
| 1975-1976 | Division 3 - grp. Centre        | 1er/16      | 42 pts      | 30          | 18          | 6           | 6           | 51          | 24          | +27         | 5e tour         |                   | Bernard Chiarelli       | Jacques Toutay |
| 1976-1977 | Division 2 - grp. B             | 4e/18       | 37 pts      | 34          | 14          | 9           | 11          | 47          | 43          | +4          | 6e tour         | 3 284             | Chiarelli puis Goueffic | Jacques Toutay |
| 1977-1978 | Division 2 - grp. B             | 8e/18       | 35 pts      | 34          | 11          | 13          | 10          | 26          | 38          | -12         | 16e de finale   | 1 759             | André Grillon           | Jacques Toutay |
| 1978-1979 | Division 2 - grp. B             | 11e/18      | 32 pts      | 34          | 13          | 6           | 15          | 41          | 45          | -4          | 7e tour         | 1 719             | André Grillon           | Jacques Toutay |
| 1979-1980 | Division 2 - grp. A             | 17e/18      | 23 pts      | 34          | 8           | 7           | 19          | 30          | 62          | -32         | 8e tour         | 1 205             | André Grillon           | Jacques Toutay |

### Poursuite au niveau national (1980-2001)
| Saison    | Championnat             | Championnat | Championnat | Championnat | Championnat | Championnat | Championnat | Championnat | Championnat | Championnat | Championnat | Coupe de France | Entraîneurs       | Présidents               |
| Saison    | Division                | Échelon     | Class.      | Pts         | M           | V           | N           | D           | Bp          | Bc          | Diff        | Coupe de France | Entraîneurs       | Présidents               |
| --------- | ----------------------- | ----------- | ----------- | ----------- | ----------- | ----------- | ----------- | ----------- | ----------- | ----------- | ----------- | --------------- | ----------------- | ------------------------ |
| 1980-1981 | Division 3 - grp. Ouest | D3          | 13e/16      | 27 pts      | 30          | 9           | 9           | 12          | 34          | 37          | -3          | 5e tour         | Patrick Bernhard  | Jacques Toutay           |
| 1981-1982 | Division 3 - grp. Ouest | D3          | 13e/16      | 28 pts      | 30          | 9           | 10          | 11          | 28          | 39          | -11         | 6e tour         | Patrick Bernhard  | Jacques Toutay           |
| 1982-1983 | Division 3 - grp. Ouest | D3          | 13e/18      | 30 pts      | 34          | 10          | 10          | 14          | 30          | 46          | -16         | 4e tour         | Patrick Bernhard  | Jacques Toutay           |
| 1983-1984 | Division 3 - grp. Ouest | D3          | 16e/16      | 20 pts      | 30          | 6           | 8           | 16          | 31          | 49          | -18         | 6e tour         | Patrick Bernhard  | Jacques Toutay           |
| 1984-1985 | Division 4 - grp. B     | D4          | 3e/14       | 31 pts      | 26          | 9           | 13          | 4           | 29          | 19          | +10         | 5e tour         | Yves Lacaille     | Jacques Toutay           |
| 1985-1986 | Division 4 - grp. B     | D4          | 6e/14       | 26 pts      | 26          | 10          | 6           | 10          | 30          | 26          | +4          | 32e de finale   | Yves Lacaille     | Jacques Toutay           |
| 1986-1987 | Division 4 - grp. F     | D4          | 6e/14       | 27 pts      | 26          | 10          | 7           | 9           | 32          | 25          | +7          | 5e tour         | Yves Lacaille     | Jacques Toutay           |
| 1987-1988 | Division 4 - grp. F     | D4          | 12e/14      | 19 pts      | 26          | 6           | 7           | 13          | 22          | 33          | -11         | 7e tour         | Yves Lacaille     | Jacques Toutay           |
| 1988-1989 | Division 4 - grp. B     | D4          | 9e/14       | 24 pts      | 26          | 8           | 8           | 10          | 30          | 30          | 0           | 5e tour         | n.c.              | Jacques Toutay           |
| 1989-1990 | Division 4 - grp. B     | D4          | 6e/14       | 28 pts      | 26          | 10          | 8           | 8           | 34          | 23          | +11         | 5e tour         | n.c.              | Jacques Toutay           |
| 1990-1991 | Division 4 - grp. F     | D4          | 2e/14       | 32 pts      | 26          | 11          | 10          | 5           | 32          | 18          | +14         | 5e tour         | Christian Jahan   | Jacques Toutay           |
| 1991-1992 | Division 3 Centre       | D3          | 11e/16      | 25 pts      | 30          | 8           | 9           | 13          | 38          | 31          | -12         | 7e tour         | Yves Lacaille     | Jacques Toutay           |
| 1992-1993 | Division 3 Centre       | D3          | 15e/16      | 23 pts      | 30          | 8           | 7           | 15          | 31          | 46          | -15         | 7e tour         | Yves Lacaille     | J. Toutay puis P. Cellot |
| 1993-1994 | National 3 - grp. E     | D5          | 4e/14       | 32 pts      | 26          | 12          | 8           | 6           | 36          | 25          | +11         | 8e tour         | Noel Tosi         | Pierre Cellot            |
| 1994-1995 | National 3 - grp. B     | D5          | 9e/14       | 25 pts      | 26          | 9           | 7           | 10          | 34          | 36          | -2          | 5e tour         | André Bodji       | Pierre Cellot            |
| 1995-1996 | National 3 - grp. E     | D5          | 5e/14       | 41 pts      | 26          | 11          | 8           | 7           | 31          | 27          | +4          | 6e tour         | André Bodji       | Pierre Cellot            |
| 1996-1997 | National 3 - grp. B     | D5          | 2e/14       | 58 pts      | 26          | 18          | 4           | 4           | 61          | 31          | +30         | 5e tour         | André Bodji       | Pierre Cellot            |
| 1997-1998 | CFA 2 - grp. B          | D5          | 7e/16       | 46 pts      | 30          | 14          | 4           | 12          | 54          | 36          | +18         | 7e tour         | André Bodji       | Pierre Cellot            |
| 1998-1999 | CFA 2 - grp. H          | D5          | 3e/16       | 90 pts      | 30          | 18          | 6           | 6           | 48          | 28          | +20         | 5e tour         | Jean-Yves Kerjean | Pierre Cellot            |
| 1999-2000 | CFA 2 - grp. H          | D5          | 14e/16      | 61 pts      | 30          | 8           | 7           | 15          | 24          | 41          | -17         | 5e tour         | André Bodji       | Kamel Ben Mustapha       |
| 2000-2001 | CFA 2 - grp. H          | D5          | 15e/16      | 61 pts      | 30          | 8           | 7           | 15          | 29          | 38          | -9          | 5e tour         | André Bodji       | Kamel Ben Mustapha       |

### Instabilité en régional (depuis 2001)
| Saison    | Championnat             | Championnat | Championnat | Championnat | Championnat | Championnat | Championnat | Championnat | Championnat | Championnat | Championnat | Coupe de France | Entraîneurs               | Présidents                     |
| Saison    | Division                | Échelon     | Class.      | Pts         | M           | V           | N           | D           | Bp          | Bc          | Diff        | Coupe de France | Entraîneurs               | Présidents                     |
| --------- | ----------------------- | ----------- | ----------- | ----------- | ----------- | ----------- | ----------- | ----------- | ----------- | ----------- | ----------- | --------------- | ------------------------- | ------------------------------ |
| 2001-2002 | DH Centre               | D6          | 6e/14       | 62 pts      | 26          | 10          | 6           | 10          | 35          | 39          | -4          | 6e tour         | André Bodji               | Kamel Ben Mustapha             |
| 2002-2003 | DH Centre               | D6          | 13e/14      | 51 pts      | 26          | 6           | 7           | 13          | 25          | 40          | -15         | 3e tour         | Jean Gomez                | Gaby Gallego                   |
| 2003-2004 | PH Centre - grp. A      | D8          | 5e/12       | 53 pts      | 22          | 8           | 7           | 7           | 32          | 24          | 8           | 2e tour         | Jean Gomez                | Gaby Gallego                   |
| 2004-2005 | PH Centre - grp. A      | D8          | 2e/12       | 70 pts      | 22          | 14          | 6           | 2           | 46          | 16          | 30          | 2e tour         | Yannick Plissonneau       | Gaby Gallego                   |
| 2005-2006 | PH Centre - grp. A      | D8          | 1er/12      | 77 pts      | 22          | 17          | 4           | 1           | 53          | 10          | +43         | 4e tour         | Yannick Plissonneau       | Jean-Philippe Dantan           |
| 2006-2007 | DHR Centre              | D7          | 2e/12       | 67 pts      | 22          | 13          | 6           | 3           | 39          | 11          | +28         | 3e tour         | Yannick Plissonneau       | Jean-Philippe Dantan           |
| 2007-2008 | DHR Centre              | D7          | 3e/12       | 64 pts      | 22          | 12          | 6           | 4           | 31          | 11          | +20         | 3e tour         | Yannick Plissonneau       | Angelo Vitale                  |
| 2008-2009 | DH Centre               | D6          | 13e/14      | 45 pts      | 26          | 5           | 5           | 16          | 32          | 49          | -17         | 4e tour         | Plissonneau puis Lacaille | Angelo Vitale                  |
| 2009-2010 | DHR Centre              | D7          | 6e/15       | 61 pts      | 24          | 11          | 4           | 9           | 36          | 37          | -1          | 3e tour         | Lacaille puis Hubert      | Angelo Vitale                  |
| 2010-2011 | DH Centre               | D6          | 13e/14      | 44 pts      | 26          | 3           | 10          | 13          | 20          | 49          | -29         | 3e tour         | Labsy puis Nicolo/Pillu   | Angelo Vitale                  |
| 2011-2012 | DH Centre               | D6          | 14e/14      | 30 pts      | 26          | 0           | 5           | 21          | 17          | 99          | -82         | 3e tour         | Gilles Gallou             | Angelo Vitale                  |
| 2012-2013 | DHR Centre - grp. B     | D7          | 7e/12       | 49 pts      | 22          | 7           | 6           | 8           | 28          | 48          | -14         | 3e tour         | Gilles Gallou             | Angelo Vitale                  |
| 2013-2014 | DHR Centre - grp. A     | D7          | 12e/12      | 30 pts      | 22          | 1           | 5           | 16          | 21          | 56          | -35         | 2e tour         | Joël Mélois               | Angelo Vitale                  |
| 2014-2015 | PH Centre - grp. A      | D8          | 3e/12       | 63 pts      | 22          | 12          | 5           | 5           | 45          | 22          | +23         | 3e tour         | Thibaut Hébert            | Angelo Vitale                  |
| 2015-2016 | PH Centre - grp. D      | D8          | 2e/12       | 62 pts      | 22          | 12          | 5           | 5           | 46          | 28          | +18         | 1er tour        | Thibaut Hébert            | Angelo Vitale                  |
| 2016-2017 | DHR Centre              | D7          | 8e/12       | 26 pts      | 22          | 7           | 5           | 10          | 40          | 41          | -1          | 3e tour         | Thibaut Hébert            | Angelo Vitale                  |
| 2017-2018 | Régional 2 CVL          | D7          | 12e/12      | 19 pts      | 22          | 5           | 5           | 12          | 29          | 57          | -28         | 2e tour         | Kerouani puis Soukouna    | Angelo Vitale                  |
| 2018-2019 | Régional 3 CVL - grp. D | D8          | 7e/12       | 33 pts      | 24          | 10          | 3           | 11          | 58          | 56          | +2          | 1er tour        | Hares puis Godard         | Emmanuel Senecharles           |
| 2019-2020 | Régional 3 CVL - grp. A | D8          | 3e/12       | 26 pts      | 15          | 8           | 4           | 3           | 32          | 16          | +16         | 5e tour         | Patrick Godard            | Emmanuel Senecharles           |
| 2020-2021 | Régional 3 CVL - grp. A | D8          | 1er/12      | 9 pts       | 3           | 3           | 0           | 0           | 12          | 2           | +10         | 3e tour         | Diafara Gary              | Senecharles puis Ribeiro-Touré |
| 2021-2022 | Régional 3 CVL - grp. A | D8          | 1er/12      | 53 pts      | 22          | 16          | 5           | 1           | 65          | 25          | +40         | 3e tour         | Diafara Gary              | Ribeiro-Touré                  |
| 2022-2023 | Régional 2 CVL - grp. ? | D7          |             |             |             |             |             |             |             |             |             |                 | Diafara Gary              | Ribeiro-Touré                  |
| 2023-2024 | Régional 2 CVL - grp. ? | D7          |             |             |             |             |             |             |             |             |             |                 | Diafara Gary              | Ribeiro-Touré                  |
| 2024-2025 | Régional 2 CVL - grp. ? | D7          |             |             |             |             |             |             |             |             |             |                 | Eric Dohey                | Ribeiro-Touré                  |